# Gomolava
Gomolava (en serbe cyrillique : Гомолава) est un site archéologique de Serbie situé sur le territoire du village de Hrtkovci, dans la municipalité de Ruma, province de Voïvodine. Les découvertes qui y ont été effectuées couvrent une période de six millénaires, allant de la culture préhistorique de Vinča jusqu'au XVe siècle de notre ère. En raison de son importance, Gomolava figure sur la liste des sites archéologiques d'importance exceptionnelle de la république de Serbie.

## Emplacement
Gomolava est situé sur les pentes méridionales de la Fruška gora, au bord de la Save. Les crues de cette rivière, qui constitue l'un des principaux affluents du Danube, érodent la rive et menacent ainsi l'intégrité du site.

## Historique des fouilles
Dans les années 1890, Mato Vohalski, du Musée archéologique de Zagreb, a été l'un des premiers à s'intéresser au site de Gomolova mais la première campagne de fouilles a été réalisée par le professeur Josip Brunsmid en 1904. Les fouilles se sont intensifiées à partir de 1953 sous la direction du Musée de Voïvodine et se sont terminées en 1985, mettant progressivement en valeur les différentes strates archéologiques du site,.

## Site
Les plus anciens vestiges mis au jour sur le site de Gomolava remontent au Néolithique ; datés de 5 000 av. J.C., ils sont caractéristiques de la culture de Vinča et sont constitués de maisons en bois et en argile de plan rectangulaire et détruites par le feu. D'autres vestiges appartenant à des strates plus récentes, remontant au Chalcolithique, ont également été découverts et représentent notamment la culture de Baden, la culture de Kostolac et la culture de Vučedol. D'autres localités ont encore été retrouvées, datées de l'âge du bronze, et caractéristiques des cultures de Vatin et de Belegiš. L'Âge du fer est également représenté sur le site.
La strate archéologique la plus récente de Gomolava contient les ruines d'une villa rustica et d'une nécropole romaines, ainsi que les vestiges d'une église et d'un cimetière datant du Moyen Âge.